# صدرالاسلام خویی
صدرالاسلام خویی از مورخین و نویسندگان عصر پهلوی است.

## تولد و نام
محمد امین امامی خویی ملقب به صدرالاسلام خویی در سال ۱۳۰۴ ق متولد شد.

## پدر
یحیی خویی پدر وی است که از علمای مشروطه خواه نجف و تهران بود. امام جمعه خویی جزو فقهای طراز اول مجلس مشروطه است که در سال ۱۳۶۴ق درگذشت.

## برادران
برادران صدرالاسلام همگی در سیاست وارد شدند که مشهورتر از همه جمال امامی است.

## اساتید
صدرالاسلام در نجف از درس آخوند خراسانی، شیخ الشریعه اصفهانی، میرزا حسین خلیلی تهرانی و شیخ عبدالله مازندرانی که از رهبران مشروطه بودند استفاده علمی برد و از آقابزرگ تهرانی و سید حسن صدر اجازه روایت دارد.

## بازگشت به تهران
صدرالاسلام بعدها به تهران آمد و مشغول نگارش کتاب شد. صدرالاسلام به مدت یک سال از مهر 1301 -اولین جلسه شورای عالی معارف- به عضویت این شورا در آمد که این عضویت تا جلسه 36 تاریخ 29/7/1302 ادامه یافت که «به دلیل مشاغل و گرفتاری های شخصی» استعفا داد.(رک به: صورت مذاکرات شورای عالی معارف در آرشیو واحد اسناد شورای عالی آموزش و پرورش)

## آثار
معروف‌ترین اثر وی مرآه الشرق است که آن را در رد کتاب مشاهیر شرق جرجی زیدان نوشته است و این کتاب در سال ۱۴۲۷ ق در قم توسط کتابخانه مرعشی نجفی چاپ شده‌است. تکمله تبصره و تاریخ مشروطه از دیگر تألیفات اوست.

## کتابخانه
کتابخانه وی از مهم‌ترین کتابخانه‌های تهران بود که بعدها به کتابخانه مجلس شورای ملی اهدا شد.

## وفات
صدرالاسلام در سال ۱۳۶۷ق در سن ۶۴ سالگی وفات یافته و در شاه عبدالعظیم دفن می‌شود.